# 物価
物価（ぶっか、英: pricesあるいはcommodity prices）とは、需要と供給のバランスによって決まるモノ・サービスの価格。
需要は欲しい人がどれくらいいるか、供給は市場にどれだけがあるかで決まる。欲しい人が増えた場合、市場に供給数が同じままなら物価は上がる。逆に、市場に供給数は変わらないのに、欲しい人が減ってしまうと物価は下がる。
経済学においては「経済全体での一般的な物価水準」のことで種々の商品やサービスの価格を、ある一定の方法で総合した平均値。

## 概説
「物価」という概念は、文字どおりには「ものの価格」のことであるが、経済学で「物価」と言う場合は、一般に「物価水準」のことを指している。
学問・行政・市民運動など、分野ごと、視点ごとにいくつかの概念のとらえかたがありうるが、経済学的な「物価」ひとつをとっても、もともと具体的なひとつの「物価」の数値が絶対的に存在するわけではなく、あくまで統計的な指数(多くの財の価格の平均)によってとらえられるものであり、どのような財の価格を指数に取り入れるかという判断次第で変わるものであり、「消費者物価指数」「企業物価指数」「GDPデフレーター」等がある。これらの異なった「物価」は、その目的に応じて使い分けられている。日本大百科全書によると、卸売物価・小売物価、輸出物価・輸入物価（国内物価・国際物価）、都市物価・農村物価などがある。（さまざまな物価指数については、下の章で解説する。）
「物価」とは、いいかえれば、商品やサービスが貨幣に対してもつ「交換価値」のことであり、貨幣の「購買力」とは逆数の関係となる。つまり、「物価」が高くなると、同一量の貨幣で購入できる商品やサービスの量は少なくなる、という関係にある。

## 物価の決定

### 貨幣数量説
この説によると物価水準は貨幣の総量によって決定されるとする。貨幣数量説には一定の正当性があるとされるが問題点も指摘されている。

### 一般物価と相対価格
経済学者のクヌート・ヴィクセルは、名目価格（一般物価）の変動が、相対価格の変動とは根本的に異質な現象であることを発見した。

## 物価の変動
物価は、「景気」が上向くと商品・サービスの需要が高まり上昇し、経済が低迷すると低下することから「経済の体温計」と呼ばれている。

### インフレとデフレ
物価が継続的に上昇する状態をインフレーション（インフレ）、物価が継続的に低下している状態をデフレーション（デフレ）という。
物価の上昇要因には景気拡大、金融緩和、賃金上昇、需要増加、供給不足、人口増加、原材料費や光熱費の上昇、戦争や紛争などがある。
物価の下落要因には技術進歩による生産性向上、規制緩和による新規参入、輸入品の増加などがある。
また、経済活動が停滞する状況で物価が継続的に上昇する状態をスタグフレーションという。

### 物価と中央銀行の役割
日銀は一般人向けのサイトなどで、物価の安定は、経済が安定的かつ持続的成長を遂げていく上で不可欠な基盤であり、中央銀行はこれを通じて「国民経済の健全な発展」に資するという役割を担う、と謳い、中央銀行の金融政策の最も重要な目的は「物価の安定」を図ることにある、と謳う。なお、資産価格の金融政策運営上の位置付けを考えた場合、資産価格の安定そのものは金融政策の最終目標とはなり得ないというのが、各国当局、学界のほぼ一致した見方である。

## 物価指数の意義
物価指数（ぶっかしすう、英: price index）とは、物価の変動を指数にしたもの。価格の情報だけをもとにして計算するのではなく、財･サービスの量と価格をもとに計算される。
消費者が日常購入する商品やサービスの価格を指数化した消費者物価指数、企業間での商品取引価格を指数化した企業物価指数、名目GDPを実質GDPで割ったGDPデフレーターがある。
経済学者のスティーヴン・ランズバーグは「多くの価格が個別に変化する世界では、偏向の無い正確・単一の指標を作成することはできない。アメリカ政府はいくつかのインフレ指標を発表しており、それぞれ固有の偏りがあるため、エコノミストは目的に沿った適切な指標を慎重に選ぶように努めている」と指摘している。

## 物価指数の計算方法
物価指数を計算するには、種々の財･サービスが消費された数量の推移のデータと、それぞれの財･サービスの価格の推移のデータが必要である。物価指数の計算方法には以下のものがある。

### ラスパイレス指数
ラスパイレス指数の計算式は、次の通り。基準年をいつにするかは、計算式の中では決められておらず、任意である。
（ある年の）ラスパイレス指数 (%) = (Σ(財･サービスのある年の価格 × 財･サービスの基準年の購入数量)) / (Σ(財･サービスの基準年の価格 × 財･サービスの基準年の購入数量)) × 100
種々の財･サービスのそれぞれの購入数量をセットにまとめたものをバスケットと呼ぶ。基準年の財･サービスの購入数量のバスケットは、年を経るごとに少しずつ変わっていくのは必然である。そのため、ラスパイレス指数の数値が基準年から離れるほど、物価指数としての目的を果たさなくなる。例えば今から50年前を基準年だと決めた場合、50年前に人々がどんな物をどのくらいの数量買っていたのか、つまり50年前のバスケットは、今年のバスケットとは大きく違うであろう。そのような場合、最近の2～3年のラスパイレス指数の数値は、物価を的確に表す指数とはいえないものになってしまう。
財･サービスの今年の購入数量がわからなくても計算できるので、パーシェ指数よりも速報性が高い。
計算方法としてラスパイレス指数が採用される物価指数の例は、次のようなものがある。
- 消費者物価指数
- 企業物価指数

### パーシェ指数
パーシェ指数の計算式は、次の通り。基準年をいつにするかは、計算式の中では決められておらず、任意である。
（ある年の）パーシェ指数 (%) = (Σ(財･サービスのある年の価格 × 財･サービスのある年の購入数量)) / (Σ(財･サービスの基準年の価格 × 財･サービスのある年の購入数量)) × 100
もし今から50年前を基準年だと決めた場合、現在なら購入できる商品でも50年前には売られていなかったような商品がある。そのため、基準年をあまり昔にしすぎると、物価を的確に表す指数とはいえないものになってしまう。もし今年を基準年だと決めた場合は、今年のパーシェ指数は常に100%になり、また基準年を毎年変えることになるが、これでは具合が悪い。
財･サービスの今年の購入数量がわからないと計算できないため、ラスパイレス指数よりも速報性に劣る。
計算方法としてパーシェ指数が採用される物価指数の例は、次のようなものがある。
- GDPデフレーター(経済成長#概要を参照)

### フィッシャー指数
フィッシャー指数を計算するには、パーシェ指数とラスパイレス指数を掛け合わせたものの平方根を求める。

## 企業物価指数
国内の企業間取引の価格を対象とした国内企業物価指数(CGPI)と、海外に輸出される価格を対象にした輸出物価指数(EPI)、海外から輸入される価格を対象にした輸入物価指数(IPI)とに分かれる。

### 調査方法（日本）
日本での調査機関は日本銀行。1887年より調査を開始しており、日本で最も古い統計。2000年基準に改定されるまでは、卸売物価指数として発表されていたが、生産者段階での価格調査の割合が高くなったことから企業物価指数に名称が変更された。
- 国内企業物価指数は、かつては主に第一次卸売業者の販売価格を調査していたが、次第に価格決定に対する生産者の影響力が拡大したことや、生産者からユーザーへの直売が増加したことなどによって、生産者段階での価格が調査されるようになった。国内企業物価指数では、生産者段階の価格を採用しているもののウエイトが約85%（2002年現在）となっている。
- 輸出・輸入物価指数は、輸出物価指数が日本から積み出される段階の価格(FOB価格)、輸入物価指数が日本へ入着した段階の価格(CIF価格)を調査[注釈 1]。

調査した個別の品目価格から個別の指数を作成し、ウェイトと加重平均する統合化で全体の指数を作成している。

### 品質変化への対応（日本）
パソコンなどの技術進歩による機能の高機能化が進む品目については、ヘドニック・アプローチという手法によって品質変化が指数に盛り込まれている。これは1年前と今とでパソコンの値段は同じでも、処理速度が倍になっていれば実質の指数は半分になるという考え方。
日本では日銀調査統計局が試験的に導入している（企業物価指数・卸売物価指数）いっぽうで総務省統計局は慎重な姿勢である（消費者物価指数）。
パソコンについては消費者物価指数ではPOSデータを使った「全機種連鎖指数」が採用されており、パソコン全体としての品質調整済み価格の低下を的確に把握できるかに依存している。ヘドニック法による試算値を下回っており下方バイアスがあると指摘されている。
卸売物価指数では、パソコンとデジタルカメラ、ビデオカメラの3商品について同アプローチを適用している。企業物価指数ではビデオカメラ(2009.6)、複写機(2009.9)、印刷装置(2009.11)、デジタルカメラ(2009.12)、パーソナルコンピュータ(2010.3)、汎用コンピュータ･サーバ(2010.3)に適用されている。

## 消費者物価指数
消費者物価指数の項目、構成比、算出方法には国ごとに違いがある。

### 調査方法（日本）
日本での調査機関は総務省。1946年8月より調査開始。
小売物価統計調査（総務省調査）の小売価格の平均から個別の指数を作成し、家計調査（総務省調査）を元に個別の指数を統合して全体の指数を作成している。
- 小売価格調査：全国から167市町村を選び、小売価格はその中で代表的な小売やサービス事業所約30,000店舗、家賃は約25,000世帯、宿泊料は約530事業者を対象として調査している。価格は実際に販売している小売価格（特別セール売り等は除外）。

## 個人消費支出物価指数

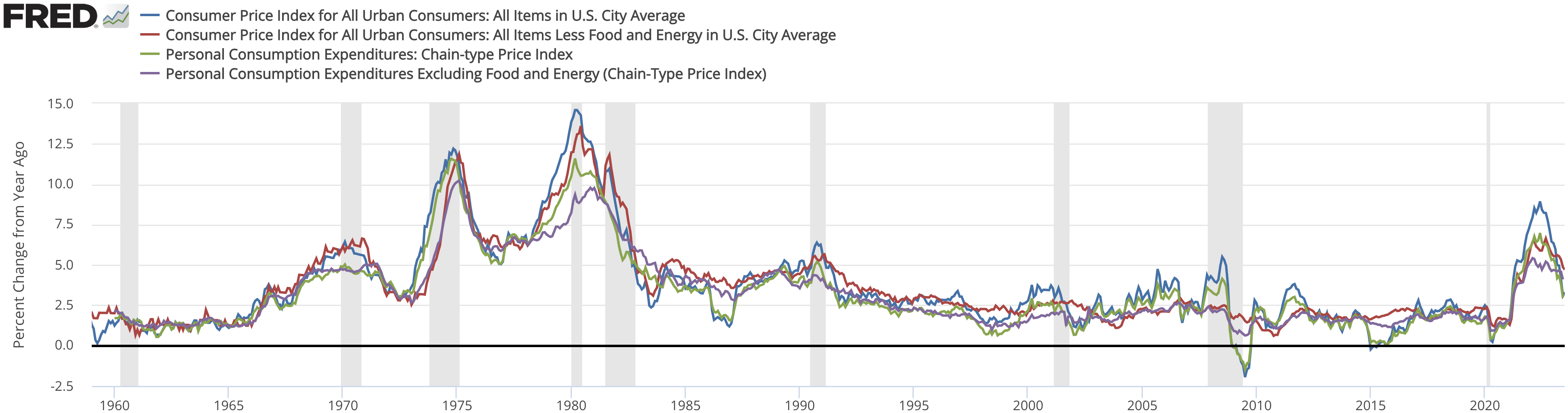
米国の消費者物価指数と個人消費支出物価指数の比較

個人消費支出（PCE）デフレーター = 名目PCE ÷ 実質PCE
米国などが発表している。米国では消費者物価指数（CPI）はアメリカ合衆国労働省労働統計局が発表するのに対して、個人消費支出（英: Personal Consumption Expenditures, PCE）物価指数はアメリカ合衆国商務省経済分析局が発表する。米国では消費者物価指数はラスパイレス指数なのに対して、個人消費支出物価指数はラスパイレス指数とパーシェ指数の幾何平均で、個人消費支出物価指数には国内総生産なども影響する。
米国のインフレターゲットは消費者物価指数（CPI）ではなく個人消費支出（PCE）物価指数を対象としている。特にエネルギーと食品を除いたコアPCEを重視している。

## 日経CPINow
日経CPINow（日経ナウキャスト日次物価指数）は株式会社ナウキャストが2016年1月より有償販売している消費者側の物価指数。前身は東京大学の東大日次物価指数（東大渡辺努研究室・日経日次物価指数）。POSレジの情報などを使い、日次で2日後に物価指数を発表している。名前に日経と付いているが、株式会社ナウキャストに株式会社日本経済新聞デジタルメディアが出資していて、日本経済新聞がデータ提供に協力しているが、日本経済新聞社が発表しているわけではない。

## SRI一橋大学消費者購買指数・単価指数
株式会社インテージ、一橋大学、全国スーパーマーケット協会の共同プロジェクトにて、2014年より週次で2週間遅れで、SRI一橋大学消費者購買指数・単価指数を公表している。消費者側の物価指数である。単価指数はグラムあたりの単価で物価指数を作成している。

## 動学的価格指数（DEPI)
消費者物価指数と資産価格を、時間選好と生活費期間数によって決まるパラメーターによって割り当てすることで示される指数。このパラメーターが1の場合、消費者物価指数となる。すなわち、DEPIは普遍的な価格指数であり、CPIはDEPIの特殊なケースである。
。
{\displaystyle DEPI=({\frac {P_{\mathrm {T} }}{P_{\mathrm {0} }}})^{\alpha }\times ({\frac {Q_{\mathrm {T} }}{Q_{\mathrm {0} }}})^{\beta }}
ただし:{\displaystyle \beta =1-\alpha }